# Елдридж Клівер
Лірой Елдридж Клівер (англ. Leroy Eldridge Cleaver; *31 серпня 1935, Ваббасіка, Арканзас, США —1 травня 1998, Помона, Каліфорнія, США — політичний діяч і революціонер США, один із засновників і міністр інформації Партії чорних пантер, автор кількох книжок, присвячених питанням расової та соціальної нерівности у сучасному світі.

## Життєпис

### Від злодія до революціонера
Лірой Елдридж Клівер народився у місті Ваббасіка, штат Арканзас, 1935 року. Його батько був піаністом у нічному клубі. Пізніше родина переїхала: спочатку до Фініксу, а потім до Лос-Анджелесу, де юний Елдридж за крадіжку велосипеда та торгівлю марихуаною потрапив до спецшколи. Невдовзі після закінчення школи його було заарештовано за зберігання марихуани та засуджено до двох з половиною років в'язниці. Сидів у в'язниці міста Солєдад. Займався самоосвітою: читав твори Вольтера, Жана-Жака Руссо, Томаса Пейна, Карла Маркса, Міхаїла Бакуніна, Сєрґєя Нєчаєва.
Клівер вийшов із в'язниці 1957 року, але вже наступного року знову потрапив за ґрати, засуджений за замах на вбивство. У в'язницях Сен Квентін і Фолсон він дізнався про боротьбу афроамериканців за громадянські права, що розгорталася у другій половині 1950-х, а також познайомився з вченням чорних мусульман з Нації ісламу. Клівера особливо захопився текстами й особистістю Малкольма Ікса, одного з найталановитіших проповідників Нації ісламу.

### Міністр інформації
Після умовно-дострокового звільнення у 1966 році Клівер працював у журналі «Ремпатс», де познайомився з багатьма діячами контркультури та соціяльними активістами, такими як Г'ю Ньютон і Боббі Сіл. У жовтні 1966 року Ньютон і Сіл заснували в Окленді (штат Каліфорнія) Партію самозахисту чорних пантер, і Клівер приєднався до них. В партії його призначили на посаду міністра інформації, і на цій посаді він залишався аж до свого виключення з партії 1971 року. Саме в цей час з дрібного злочинця і любителя марихуани Клівер перетворюється на відданого революціонера, займаючи в ідеолоґічних питаннях найрадикальнішу позицію.
У грудні 1967 року Клівер одружився з Кетлін Ніл: цей шлюб тривав 20 років, у пари народиться син і дві доньки. У лютому 1968 року вийшла перша книга Клівер «Душа на кризі», збірка листів з в'язниці та нарисів, присвячених актуальним питанням культури, політики, расової дискримінації, нерівности статей тощо. Ця збірка зробила його відомим на всю країну та принесла визнання як новонародженого інтелєктуала і потенційного нащадка Мелколма Ікса. Вона досі залишається найвідомішою книгою Клівера.
Тим часом діяльністю «чорних пантер» зацікавилося ФБР. Директор ФБР Дж. Едґар Гувер розглядав «пантер» як «найбільшу загрозу внутрішній безпеці нашої країни» і наказав вжити про них «найжорсткіших заходів, аби підірвати єдність і силу „Чорних пантер“». 6 квітня 1968 року вісім членів орґанізації, в тому числі Клівер, рухаючись у двох автомобілях по Окленду, потрапили в поліцейську засідку. Він і його 17-річний товариш Боббі Гаттон у пошуках притулку від вогню сховалися у підвалі одного з прилеглих будинків і були оточенні поліцією. Впродовж години по будинку вели вогонь, але пара вирішила здатися, тільки коли до підвалу пустили сльозогінний ґаз. Клівера було поранено в ногу, тому Гаттон сказав, що першим піде він. Коли він вийшов з будинку з піднятими вгору руками, поліцейські відкрили по ньому вогонь і вбили на місці. Клівера заарештували та звинуватили у замаху на вбивство. Його випустили під заставу, і він продовжив свою партійну роботу. Коли у жовтні 1968 року суд наказав йому повернутися під арешт, і боротьба за свободу юридично-правовим шляхом виявилася марною, 24 листопада він разом з дружиною втік закордон. Наступні сім років він провів в еміґрації — в Мексиці, на Кубі, в Алжирі та Франції, побував у СРСР, КНР і КНДР.
Ще до еміґрації Клівера було висунуто кандидатом у президенти США від Партії миру та свободи. Народившись 31 серпня 1935 року, Кліверу могло виповнитися потрібних 35 років тільки більше ніж через рік після дня інавґурації 1969 року. Суди на Гаваях та у Нью-Йорку ухвалили рішення, що Клівера не можна виключати зі списку кандидатів лише через те, що він не досяг необхідного віку. Клівер і його товаришка — кандидат у віце-президенти Джудит Мейдж отримали 111.607 голосів.

### Від революціонера до ренеґата
Клівер продовжував друкуватися у радикальних журналах «Ремпатс», «Блек пауер», «Блек сколар», але чимдалі більше відхилявся від партійної лінії в бік збройної боротьби та звинувачував керівництво «чорних пантер» у реформізмі. Суперечки з Ньютоном 1971 року призвели до виключення з партії, після чого Клівер заснував «Революційну народну інформаційну мережу». Проте їй не судилося істнувати довго. Спочатку дружина, а згодом (18 листопада 1975) і сам Клівер повернулися до США. Тільки тепер він був не революціонером, а новонаверненим консерватором і християнином, що називав політичну систему США «попри всі її недоліки … найбільш вільною та демократичною у світі».
Клівер пішов на співпрацю з правосуддям, і йому дали лише п'ять роки умовно. Його «ідейна еволюція» приведе його наприкінці 1970-х років до мормонів, а на початку 1980-х років до прибічників президента Рональда Рейґана. Намагався створити нову реліґію — христлам. Працював садівником, службовцем Торговельної палати для чорношкірих у Сан-Франциско, лєктором біблійного коледжу в Маямі. До самої своєї смерті не зміг позбутися залежности від кокаїну, що часто призводило до проблем з правоохоронними орґанами та здоров'ям. Помер у лікарні міста Помона (штат Каліфорнія) від раку простати.

## Ідейна спадщина

### «Душа на кризі»
Тексти «Души на кризі» розбито на чотири тематичні розділи: «Листи з в'язниці», що в ньому йдеться про життя Клівера як злочинця та його думки про злочинців і в'язниці; «Кров Звіра», присвячений расовим відносинам і обговоренню ідеолоґії звільнення чорних; «Прелюдія до кохання. Три листи» — любовні листи до адвоката Беверлі Аксельрод; «Біла жінка, чорний чоловік», де йдеться про міжстатеві відносини, сексуальність, проблєму дегуманізації чорношкірого — зведення його у білій свідомості до рівня живого манекена з міцними м'язами, але без самостійної уяви, бажань чи мислення.
Ляйтмотивом книги є проблєма «колонізації» чорної души пригноблюючим білим суспільством, що воно накидає всім свій вбогий міщанський спосіб життя як вічну цінність. Так чорношкірий (пригноблений) відчужується від своєї історії, свого життя, своєї особистости, втрачає самого себе, перетворюючись на предмет маніпуляції з боку білої людини (пригноблювача).
Клівер наче сьорфінґіст несеться по хвилям минулого та сьогодення США: вбивство Емметта Тілла та Мелколма Ікса, зв'язок між заворушеннями на расовому ґрунті та війною у В'єтнамі, Мухаммед Алі, Мартін Лютер Кінґ і «чорні зірки» для білих, стосунки між чорними чоловіками та білими жінкам. Рух його думки відточений і витончений. Не обійшлося в книзі без одкровень. На перших сторінках він зізнається, що колись розглядав ґвалтування білої жінки як своєрідний революційний акт, як символічний акт звільнення з-під влади білої людини і, аби не зазнати в цьому акті невдачі, тренувався на чорношкірих дівчатах з ґетто. Чорношкірого письменника Джеймса Болдвіна, відкритого гомосексуала, Клівер звинуватив у зраді своєї раси, своєї людськости, у перетворенні на інтелектуальну обслугу білих фантазій.

### «Освіта та революція»
В статті «Освіта та революція» (1969) Клівер пише, що одним з інструментів відтворення експлуатації та гноблення є система освіти, що підпорядковується панівній клясі. Викладачі та професура — наймити цієї кляси, що працюють над представленням історії, культури, політики у вигідному для панівної меншости світлі. Так економічне панування крокує пліч-о-пліч з пануванням ідеологічним. «Ми розуміємо, що той, хто має владу над свідомістю, має владу і над тілом, отже ті, хто зацікавлені у збереженні народу в стані пригнобленого та зачиненні для нього будь-яких перспектив у житті, знають, що для успішної ідеологічної обробки населення, для маскування справжньої природи суспільства їм не можна випускати з рук контроль над навчальним процесом. Аби увіковічнити систему, експлуатованих і пригноблених по суті привчають любити систему, що їх експлуатує та пригноблює».

### «Про ідеологію люмпенів»
Під впливом практичного досвіту боротьби проти у «серці системи», а також під враженням від побаченого у країнах «соціялістичного табору» та «третього світу» погляди Клівера з багатьох питань пережили подальшу радикалізацію, часто-густо набуваючи лівацького характеру. Від критики расової дискримінації він перейшов до критики суспільного ладу — капіталізму, що є головною причиною всіх негараздів як у царині культури, так і несправедливого розподілу в суспільстві багатств. Його текст «Про ідеолоґію люмпенів», що є скоріше за все записом виступу з 1972 року, є зразком його пізніших поглядів на революцію і революційний процес. В ньому він називає люмпен-проєтаріят, що він традиційно — ще від часів Карла Маркса — вважався марксистами реакційною силою і головними помічниками контрреволюції", «справжнім революційним елєментом нашої епохи» і закликає до формування «свідомости люмпенів, усвідомлення того, що основним становищем пригнобленого є становище люмпена, а не пролєтаря».
Люмпени протиставляються пролєтаріюту (що його Клівер ототожнює з робітничою клясою і загалом найманими праціниками), «вбудованому» в систему та долученому до певним благ: «Для поступу революційного руху люмпени мають усвідомити себе як велику більшість, а хибну свідомість пролєтаріяту, робітничої кляси, слід заперечити.» І далі: «Свідомість люмпенів є більш передовою, ніж свідомість шукачів роботи з Американської федерації праці, Конґресу промислових орґанізацій, Комуністичної партії, робітничого руху, спрямованого на пристосування до системи.»
За Клівером, «всі вимоги з розширення проґрам допомоги, системи соціяльного забезпечення, благодійницьких проґрам є нічим иншим як реформізмом, продажництвом, півзаходами з пристосування до системи, яку слід замінити. Єдиною задовільною революційною вимогою є відновлення геґемонії людей над технікою і вимога рівности у розподілі багатства та споживанні».

## Твори
- Душа на кризі (Soul on Ice, 1968).
- Освіта і революція (Education and Revolution, 1969).
- Твори та промови, виголошені після в'язниці (Post-Prison Writings and Speeches, 1971).
- Революція в Конґо (Revolution in the Congo, 1971).
- Про ідеолоґію люмпенів (On Lumpen Ideology, 1972).
- Душа під вогнем (Soul on Fire, 1979).
- Гідна мішень. Життя письменника [посмертна збірка творів, підготовлена колишньою дружиною] (Target Zero: A Life in Writing, 2006).

### Твори Клівера
- Записки сина своєї землі (1966) [Архівовано 5 липня 2019 у Wayback Machine.]
- Про ідеологію партії «Чорна пантера». Частина I (1969) [Архівовано 3 грудня 2021 у Wayback Machine.]
- Освіта та революція (1969) [Архівовано 4 липня 2019 у Wayback Machine.]
- О Джерри Рубине (1969) [Архівовано 22 березня 2020 у Wayback Machine.](рос.)
- До народної армії! (1971) [Архівовано 5 липня 2019 у Wayback Machine.]
- Про ідеолоґію люмпенів (1972) [Архівовано 3 липня 2019 у Wayback Machine.]

### Інтерв'ю з Клівером
- Henry Louis Gates, Jr., «Interview with Eldridge Cleaver», in Frontline, PBS, Spring 1997. [Архівовано 12 березня 2011 у Wayback Machine.](англ.)
- Bill Kauffman, Lynn Scarlett, «An Interview with Eldridge Cleaver», in Reason, February 1986. [Архівовано 22 березня 2020 у Wayback Machine.](англ.)

### Про нього
- Роман Тиса. Елдридж Клівер і революція люмпенів (2020) [Архівовано 5 червня 2020 у Wayback Machine.]